# Rhyacophila impar
Rhyacophila impar är en nattsländeart som beskrevs av Martynov 1914. Rhyacophila impar ingår i släktet Rhyacophila och familjen rovnattsländor. Inga underarter finns listade i Catalogue of Life.